# Discurs

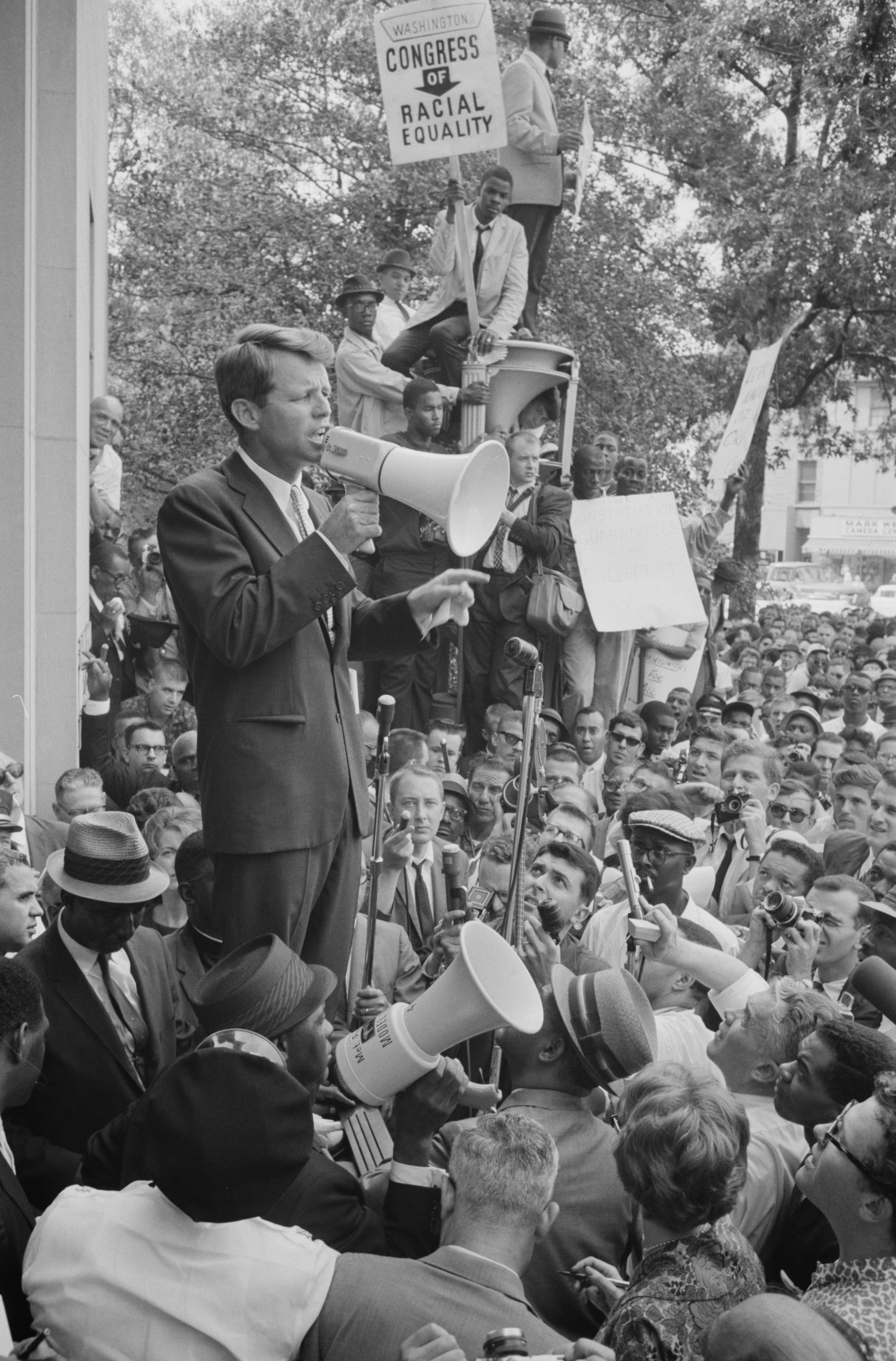
Robert Kennedy rostind un discurs în 1963.

Un discurs este o cuvântare publică în care o persoană vorbește în fața altora. Discursul poate fi improvizat sau mai mult sau mai puțin pregătit.
Discursurile sunt ținute cu diferite ocazii. Discursurile pot fi instituționalizate precum discursurile de mulțumire sau pot să nu aibă o temă predeterminată. Discursul poate fi ținut pe stradă, într-o încăpere, într-un context mai mult sau mai puțin formal.
Retorica a fost numită în mod tradițional arta de a vorbi, chiar dacă retorica este astăzi o știință mult mai vastă.
Discursul inaugural al mandatului prezidențial al lui John F. Kennedy („nu întreba ce poate face țara pentru tine”), și discursul lui Martin Luther King cu ocazia Marșului asupra Washingtonului pentru Libertate și Locuri de Muncă („I Have a Dream”) sunt considerate de unii a fi cele mai bune discursuri din istorie.
Frica de a vorbi în fața altor persoane este numită glosofobie.